# Geophis rostralis
Geophis rostralis är en ormart som beskrevs av Jan 1865. Geophis rostralis ingår i släktet Geophis och familjen snokar. Inga underarter finns listade i Catalogue of Life.
Denna orm förekommer med två från varandra skilda populationer i södra Mexiko direkt väster om Tehuantepecnäset. Arten lever i bergstrakter. Honor lägger ägg.
IUCN godkänner Geophis rostralis inte som art. Populationen infogas där som synonym i Geophis dubius.